# Ocnaea sequoia
Ocnaea sequoia är en tvåvingeart som beskrevs av Curtis W. Sabrosky 1948. Ocnaea sequoia ingår i släktet Ocnaea och familjen kulflugor.
Artens utbredningsområde är Kalifornien. Inga underarter finns listade i Catalogue of Life.